# Ommatius pulverius
Ommatius pulverius là một loài ruồi trong họ Asilidae. Ommatius pulverius được Scarbrough miêu tả năm 1997. Loài này phân bố ở vùng Tân nhiệt đới.